# 潘正涛
潘正涛（1910年—1967年），男，上海人，中国物理化学家，曾任南开大学教授、副教务长，天津大学化工系系主任、教授、副教务长。